# Andrés de las Navas y Quevedo
Andrés de las Navas y Quevedo (n. Baza, España, 1632 - m. Santiago de Guatemala, Guatemala, 2 de noviembre de 1702) fue un sacerdote español, que fue obispo de la diócesis de Nicaragua y Costa Rica y después obispo de Guatemala.
Fue ordenado como sacerdote en 1660. Pertenecíó a la orden de los mercedarios.
El 13 de diciembre de 1677 fue designado obispo de Nicaragua y Costa Rica, por el fallecimiento de monseñor Alfonso Bravo de Laguna, muerto en Cartago, Costa Rica, en 1674. Fue consagrado en Santiago de Guatemala doctor Juan de Ortega Cano Montañez y Patiño, obispo de esa diócesis.
Llegó a la ciudad de León de Nicaragua, sede de su diócesis, el 1° de marzo de 1679 y poco después visitó la ciudad de Granada, que estaba casi despoblada debido a los ataques de los piratas. Escribió valiosos informes al rey Carlos II.
En 1679 consagró a monseñor  Ildefonso Vargas y Abarca, obispo de Comayagua.
Durante su episcopado se creó el seminario tridentino de San Ramón en la ciudad de León, que durante muchos años formó a los sacerdotes de la diócesis y a principios del siglo XIX dio origen a la Universidad de León, la primera fundada en Nicaragua. También se dio ejecución a la bula papal que concedía el rezo de los desposorios de la Virgen con San José, mientras que la Corona, mediante cédula de 2 de octubre de 1679, dispuso que se suspendiera en las Indias el breve del papa por el que se instituía a San José como patrono de las Indias. Además el rey llamó la atención al obispo y le ordenó poner remedio a los excesos de los religiosos doctrineros contra los indígenas, especialmente en el caso de fray Diego Diéguez, cura de Matagalpa.
El 15 de febrero de 1683 el papa Inocencio XI emitió bulas mediante las cuales se trasladaba a Monseñor de las Navas al obispado de Guatemala, cuyo titular, Monseñor Ortega Cano, había sido trasladado a la diócesis de Michoacán.   
Murió siendo obispo de Guatemala.  